# Рейчел Лі Кук
Рейчел Лі Кук (англ. Rachael Leigh Cook; нар. 4 жовтня 1979 року) — американська акторка.

## Життєпис
Народилася в місті Міннеаполіс, штат Міннесота. З 10 років почала зніматися в рекламі. У 14 років брала участь у соціальній рекламі проти наркотиків. Перший досвід зйомок у фільмі — картина «Клуб няньок» у 1995, але щільний знімальний графік у неї почався після участі в 1996 у фільмі «Вулиця 26 Сансет», а популярність (і головні ролі) прийшла після виконанняя ролі Лейні Богз у фільмі «Це все вона». У 2005 вона з'явилась у телевізійному мінісеріалі «На Захід» (Into the West).

## Особисте життя
З 14 серпня 2004 року у шлюбі з актором Деніелом Гіллісом, з яким вона зустрічалася менше року до їх весілля. У подружжя двоє дітей — дочка Шарлотта Істон Гілліс (нар. 28.09.2013) і син Теодор Віго Саліван Гілліс (нар. 04.04.2015). 13 червня 2019 року вони оголосили про розлучення після майже п'ятнадцятьох років шлюбу.

## Фільмографія
- 2021 — Це все він / He's All That — Анна Соєр
- 2006—2021 — Робоцип / Robot Chicken — озвучення різних персонажів (16 епізодів)
- 2020 — Cross Country Christmas (телефільм) — Ліна Гордон
- 2020 — Кінофестиваль (Film Fest)
- 2020 — Кохання гарантоване (Love, Guaranteed) — С'юзен Вітакер
- 2020 — Криміналісти: мислити як злочинець (Criminal Minds), телесеріал — Максін (2 епізоди)
- 2019 — Різдво на горі Блакитний хребет (A Blue Ridge Mountain Christmas). Телефільм — Віллоу Пітерсен
- 2019 — Star Wars: The Old Republic — Onslaught (комп'ютерна гра) — озвучення різних персонажів
- 2019 — Ліза на вимогу (Liza on Demand), телесеріал — камео (1 епізод)
- 2019 — День Валентина у винограднику (Valentine in the Vineyard), телефільм — Френкі Болдвін
- 2018 — Замерзлі в коханні / Frozen in Love — Мері Кемпбелл
- 2018 — Dishidia fainaru fantajî NT (комп'ютерна гра) — Тіфа Локгарт, озвучення
- 2017 — Літо у винограднику (Summer in the Vineyard), телефільм — Френкі Болдвін
- 2017 — Сон літньої ночі (A Midsummer Night's Dream) — Гермія
- 2016 — World of Final Fantasy (комп'ютерна гра) — Тіфа Локгарт, озвучення
- 2016 — Осінь у винограднику (Autumn in the Vineyard), телефільм — Френкі Болдвін
- 2016 — Літнє кохання (Summer Love), телефільм — Мая Саллівей
- 2015 — Mebiusu Fainaru fantajî (комп'ютерна гра) — Тіфа Локгарт, озвучення
- 2012—2015 — Сприйняття (Perception) — Кейт Моретті (39 епізодів)
- 2014 — Fainaru fantajî Ekusupurôrâzu (комп'ютерна гра) — Тіфа Локгарт, озвучення
- 2014 — Star Wars: The Old Republic — Shadow of Revan (комп'ютерна гра) — Джеса Віллсаям, озвучення
- 2014 — Червоне небо (Red Sky) — Карен Брукс
- 2013 — Star Wars: The Old Republic — Rise of the Hutt Cartel (комп'ютерна гра) — Джеса Віллсаям, озвучення
- 2013 — Команда «Єдиноріг» (Team Unicorn), телесеріал — камео (1 епізод)
- 2012 — Залишені померти (Left to Die), телефільм — Теммі Чейз
- 2012 — Перший поцілунок з Рейчел Лі Кук та Чадом Майклом Мюрреєм (First Kiss with Rachael Leigh Cook & Chad Michael Murray), котороткометражний — Саманта
- 2012 — Зламане королівство (Broken Kingdom) — Мерилін
- 2012 — Сприйняття (Perception)
- 2011 — Привласненний рай (Stealing Paradise)
- 2010 — Сімейне дерево (Family Tree) — психолог Рейчел Леві
- 2010 — Гасові ковбої
- 2009 — Золоті двері (Falling Up)
- 2009 — Боб Фанк (Bob Funk)
- 2009 — Квартирант (Lodger)
- 2008 — Казковий відділок поліції (Fairy Tale Police)
- 2008 — Робоціп: Зоряні війни. Епізод II (Robot Chicken: Star Wars Episode II), телефільм
- 2007 — Ненсі Дрю (Nancy Drew) — Джейн Брайтон
- 2007 — Блондинка з амбіціями (Blonde Ambition) — Гейлі
- 2005 — На Захід (Into the West) — Клара Вілер
- 2004 — Безстрашна (Fearless), телефільм
- 2004 — Моє перше весілля (My First Wedding)
- 2004 — Американський злочин (American Crime)
- 2004 — Одного разу у США (Stateside)
- 2003 — Гірше не буває (Scorched) — Шмаллі
- 2003 — Темп (Tempo)
- 2003 — 11:14 — Шері
- 2003 — Велика порожнеча (The Big Empty)
- 2003 — Букмекери (Bookies)
- 2002 — 29 пальм
- 2002 — Саллі (Sally) — Саллі
- 2001 — Третій зайвий (Tangled) — Дженні
- 2001 — Техаські рейнджери (Texas Rangers)
- 2001 — Джозі і кішечки (Josie and the Pussycats) — Джозі
- 2001 — Англійський цирульник (Blow Dry) — Крістіна
- 2001 — Небезпечна правда (AntiTrust) — Ліза Каліган
- 2000 — Прибрати Картера (Get Carter) — Дорін Картер
- 1999 — Джміль все рівно літає (The Bumblebee Flies Anyway) — Кейсі
- 1999 — Поворот (The Hi-Line) — Віра Джонсон
- 1999 — Це все вона (She's All That) — Лейні Богз
- 1999 — Бухта Доусона (Dawson's Creek) — Девон
- 1998 — На повну (Living Out Loud)
- 1998 — Голий король (The Naked Man)
- 1998 — Змова бешкетниць (The Hairy Bird)
- 1998 — За межею можливого (The Outer Limits)— Кесси Буссард (1 епізод)
- 1997 — Вісімнадцатий ангел (The Eighteenth Angel) — Люси Стентон
- 1997 — Дім, де говорять «так» (The House of Yes)
- 1997 — Справжні жінки (True Women) — Джорджія Вірджинія Лоуші Вудс (в юності)
- 1996 — Автостоянка (Carpool)
- 1996 — 26 вулиця (26 Summer Street)
- 1995 — Том і Гек (Tom and Huck) — Беккі Тетчер
- 1995 — Клуб няньок (The Baby-Sitters Club)

### Музикальне відео
- 2017 — Khalid: Young Dumb & Broke — учителька[7]

## Нагороди
- 2006 — Bronze Wrangler (Western Heritage Awards) — Найкращий телефільм («На Захід», 2005)
- 2001 — Young Hollywood Award — Суперзірка завтрашнього дня
- 2000 — Blockbuster Entertainment Award — Найкраща нова акторка («Це все вона», 1999)
- 2000 — Blimp Award (Kids' Choice Awards, USA) — Найкраща пара в кіно («Це все вона», 1999), разом із Фредді Принцем молодшим
- 2000 — Grand Jury Prize (New York International Independent Film & Video Festival) — Найкраща акторка («Саллі», 2000)
- 2000 — Moxie! Award (Santa Monica Film Festival) — Найкраща акторка («Хай-лайн», 1999)
- 1999 — Teen Choice Award — Найсексуальніша сцена кохання в кіно («Це все вона», 1999), разом із Фредді Принцем молодшим
- 1999 — YoungStar Award — Найкраща молода акторка в комедійному фільмі («Це все вона», 1999)